# Trotec
Trotec GmbH – jest międzynarodowym producentem zaawansowanych technologicznie urządzeń laserowych, do grawerowania, cięcia i znakowania. Centrala firmy Trotec GmbH mieści się w Marchtrenk w Górnej Austrii. Trotec GmbH częścią koncernu Trodat i zatrudnia ponad 250 pracowników na całym świecie (dane z grudnia 2013 r.).

## Historia
Firma Trotec GmbH została założona w 1997 roku jako spółka zależna firmy Trodat Holding. Powstała ona z przekształcenia działu badawczego firmy Trodat GmbH, zajmującego się projektowaniem urządzeń laserowych do grawerowania stempli gumowych.
Dzięki strategii rozwoju, opartej na ekspansji na nowe rynki oraz rozszerzeniu asortymentu urządzeń laserowych, firma Trotec zwiększyła w ostatnich 16 latach liczbę pracowników do 250, aktualnie w 13 oddziałach na całym świecie, w Wielkiej Brytanii, USA, Kanadzie, Niemczech, Francji, Holandii, Chinach, Japonii, Rosji, Australii i Południowej Afryce.

## Nazwa Trotec
Nazwa przedsiębiorstwa „Trotec” wywodzi się z nazwy koncernu macierzystego Trodat GmbH. Nazwa Trotec składa się z sylab Tro i tec. Tro pochodzi od nazwy materiału trolitul, którego używano do produkcji stempli na początku XX w. – a „tec” oznacza rozwój produktów technicznych.

## Zakres działalności
Według obszarów zastosowań urządzeń laserowych firma Trotec GmbH posiada trzy gałęzie działalności: grawerowanie, cięcie oraz znakowanie. Każda gałąź działalności koncentruje się przy tym na specyficznych branżach, wymienionych poniżej:

### Grawerowanie
- grawerowanie pucharów
- grawerowanie szyldów
- grawerowanie stempli
- grawerowanie materiałów reklamowych

### Cięcie laserowe
- modele architektoniczne
- druk cyfrowy
- produkcja opakowań
- technika reklamowa: produkcja szyldów i reklam świetlnych

### Znakowanie laserowe
- znakowanie kodów kreskowych i numerów seryjnych
- znakowanie dla branży medycznej